# Суханова, Анастасия Александровна
Анастасия Александровна Суханова (21 июня 1948 — 20 октября 2020) — советский и белорусский кинооператор-постановщик высшей категории, кинорежиссёр документальных фильмов, сценарист, поэт-песенник, доцент.

## Биография
Родилась в г. Архангельске в семье инженера (свидетельство о рождении ЖЦ № 072412, соответствующая запись в книге актов гражданского состояния о рождении за № 898, городской ЗАГС, г. Архангельск, 29 июня 1948 г.).
В 1966 году окончила полный курс средней школы № 6 им. Горького г. Архангельска с серебряной медалью (аттестат о среднем образовании от 27 июня 1966 г., А № 110232) и выдачей свидетельства о присвоении квалификации "Референт по делопроизводству" (от 27 июня 1966 г., Б № 497208).
После окончания школы два года обучалась в Архангельском лесотехническом институте им. В. В. Куйбышева, где активно принимала творческое участие в деятельности театра и занималась съёмкой художественной и документальной фотографии.
1971-1976 годах обучалась на операторском факультете ВГИКа в Москве и окончила полный курс по специальности "Кинооператорство", творческая мастерская профессора А. В. Гальперина. 4 мая 1976 года присвоена квалификация "Кинооператор фильма" (диплом с отличием: Я № 304986, выдан 5 мая 1976 г., регистрационный № 34).
1973-1975 — депутат Бабушкинского районного Совета депутатов трудящихся г. Москвы от избирательного округа № 326 (удостоверение депутата № 287).
18 июля 1974 год — ГАИ МВД-УВД СССР г. Москвы выдано водительское удостоверение (permis de conduire) категории В (ААЗ № 614182).
С 1976 по 2011 гг. работала на киностудии Беларусьфильм в должности кинооператора-постановщика, кинорежиссёра (удостоверение № 951, в оригинале слева вверху запись синей шариковой ручкой от руки — "Ветеран киностудии").
С 22.12.1978 года член "Конфедерации союзов кинематографистов" (членский билет № 00954), республиканского общественного объединения "Белорусский союз кинематографистов" (секция операторов), Belorussian union of cinematographers (DOP: director of photography), членский билет № 165.
Научные интересы: история и современные тенденции операторского искусства в кинематографе и на телевидении.
С 1992 по 2020 гг. работала в учреждении образования "Белорусская государственная академия искусств" на должностях: преподаватель, старший преподаватель, доцент кафедры кинотелеискусства. Со дня основания кафедры кинотелеоператорства 1 декабря 2008 года по 2014 год — заведующий кафедрой, профессор (удостоверение № 70).
Постановлением Президиума Высшей аттестационной комиссии Республики Беларусь от 29 мая 2003 г. № 26Ц (протокол № 12/8) присвоено учёное звание доцента по специальности "Искусство" (АД 00467).
Преподавала на 1-й ступени высшего образования профессиональные дисциплины: "Операторское мастерство", "Фотокомпозиция", "Монтаж" и др.
Художественный руководитель дневных и заочных курсов студентов факультета экранных искусств УО "БГАИ" по направлению специальности "Кинотелеоператорство (телеоператорство)".
Почётный член жюри Национального телевизионного конкурса "Телевершина" (2004-2015), МКФ “Листопад", "Золотой Бриг" и др.
Внепрофессиональная деятельность: поэт, автор текстов песен, писатель, драматург.

### Семья
С 1977 по 1995 гг. состояла в браке с кинооператором-постановщиком Спорышков, Владимир Петрович.
С 18.10.1996 по 20.10.2020 гг. в официальном браке (венчаны в Свято-Петро-Павловском соборе г. Минска) с кинооператором — Чупринским Андреем Ивановичем, заведующим кафедрой кинотелеоператорства учреждения образования «Белорусская государственная академия искусств», кандидатом искусствоведения, доцентом.
Совместный литературный и поэтический псевдоним с А .И. Чупринским — СЕБАСТЬЯН (SEBASTIAN).

## Награды и номинации
1986 год — делегат V съезда кинематографистов СССР (мандат № 0677), зал заседаний Большого Кремлёвского дворца, Москва, 13-15 мая 1986 г.
1986 год — лауреат Государственной премии СССР (диплом № 000922, золотая медаль № 19156): присуждена постановлением Центрального Комитета КПСС и Совета Министров Союза ССР от 21 октября 1986 года за телевизионный художественный фильм (4 серии) Отцы и дети производства киностудии "Беларусьфильм".
1997 год — Благодарственное письмо от Елизаветы Ангелы Маргариты Боуз-Лайон (Elizabeth Angela Marguerite Bowes-Lyon; 04/09/1900 — 30/03/2002), супруги британского короля Георга VI, матери королевы Великобритании Елизаветы II и принцессы Маргарет за авторский документальный видеофильм "Выбор пути или Ода российскому флоту" (реж. А. Суханова, опер. А. Чупринский), (BUCKINGHAM PALACE, 18h February, 1997).
2002 год — приказом (№ 156 от 06.12.2002) председателя Республиканского общественного объединения "Белорусский союз кинематографистов" награждена медалью:  "За выдающиеся заслуги в белорусском кинематографе" (рег. № 115).
2003 год — Почётная грамота Министерства культуры Республики Беларусь.
2005 год — диплом имени заслуженного деятеля искусств Республики Беларусь кинооператора, кинорежиссёра Ю. А. Марухина: "За операторское мастерство, за вклад в национальную операторскую школу".
2008 год — Приказом Министра культуры Республики Беларусь № 56-у от 18 июня 2008 года награждена нагрудным знаком " За вклад в развитие культуры Беларуси" (удостоверение № 608).
2009 год — Почётная грамота Национальной государственной телерадиокомпании Республики Беларусь: "За высокое профессиональное мастерство, значительный вклад в подготовку телеоператоров".
2010 год — Почётная грамота Белорусской государственной академии искусств: "За добросовестное исполнение служебных обязанностей".
2012 год — Благодарность Министра культуры Республики Беларусь: "За многолетний плодотворный труд, личный вклад в развитие белорусской кинематографии".
2013 год — награждена Министерством информации Республики Беларусь: "За значительный личный вклад в развитие национального телерадиовещания".
2014 год — приказом генерального директора РУП "Национальная киностудия "Беларусьфильм" (№ 80-оп от 05.03.2014) награждена нагрудным знаком "За заслуги" (№ 159).
2016 год — Почётная грамота Национального собрания Республики Беларусь: "За большой вклад в реализацию социальной политики Республики Беларусь и заслуги в развитии национального киноискусства".
2018 год — Благодарность Администрации Президента Республики Беларусь: "За многолетнюю плодотворную работу, высокий профессионализм, весомый личный вклад в развитие и популяризацию национального кинематографа" (Минск, 20 июня, 2018 г., № 56ра).
2018 год — Почётная грамота Белорусской государственной академии искусств: "За многолетнюю плодотворную педагогическую работу в Академии, профессиональную подготовку студентов для сферы национального киноискусства, а также в связи с 70-летием со дня рождения" (Минск, 21 июня 2018).
2018 год — Поздравительный адрес посольства Российской Федерации в Республике Беларусь: "Уважаемая Анастасия Александровна! Примите наши самые теплые поздравления с юбилейным Днем рождения! Человек яркого уникального таланта и огромной созидательной энергии, Вы достигли выдающихся успехов в творчестве. Широта интересов, тонкое чувство времени и эпох, органичное соединение в своих работах самых разных жанров и стилей позволяют Вам много и плодотворно трудиться в кинематографической и телевизионной сферах. Своей многогранной и востребованной деятельностью Вы обогащаете искусство Беларуси и России, вносите неповторимый вклад в сбережение богатейшего культурного и духовного наследия наших стран, укрепление братских связей. Ваш трудовой путь ознаменован многими направлениями: творческим, общественным и педагогическим. Как опытный и мудрый наставник, Вы щедро делитесь своими знаниями и взглядами на творчество с молодыми специалистами, готовя замечательные операторские кадры. Желаем Вам доброго здоровья, благополучия, любви и внимания родных и близких, успешных учеников и новых свершений на жизненном пути!" (Минск, 21 июня 2018).
2018 год — Т Е Л Е Г Р А М М А
МОСКВА 323101 81 21/6 1025=
ЛЮКС БЕЛАРУСЬ МИНСК ПРОСПЕКТ НЕЗАВИСИМОСТИ ДОМ 81 УО БГАИ ПРОФЕССОРУ КАФЕДРЫ КИНОТЕЛЕОПЕРАТОРСТВА СУХАНОВОЙ А.А.=
УВАЖАЕМАЯ АНАСТАСИЯ АЛЕКСАНДРОВНА ВСКЛ
ПРИМИТЕ НАШИ ИСКРЕННИЕ И СЕРДЕЧНЫЕ ПОЗДРАВЛЕНИЯ В СВОЙ ЮБИЛЕЙ. МЫ ГОРДИМСЯ НАШИМИ ВЫПУСКНИКАМИ, КОТОРЫЕ ПО ВСЕМУ МИРУ РЕАЛИЗУЮТ СВОЙ ТВОРЧЕСКИЙ ПОТЕНЦИАЛ. ОГРОМНОЕ ВАМ СПАСИБО ЗА ВАШ ПЕДАГОГИЧЕСКИЙ ТРУД, КОТОРЫЙ ПРОДОЛЖИЛ ТРАДИЦИИ МАСТЕРОВ - ОПЕРАТОРОВ ВГИКА. ПУСТЬ ЗДОРОВЬЕ ВАШЕ КРЕПНЕТ, А ЖИЗНЬ ДАРИТ РАДОСТЬ ВДОХНОВЕНИЯ И ВОПЛОЩЕНИЯ ТВОРЧЕСКИХ ИДЕЙ И ЗАМЫСЛОВ ВСКЛ
С УВАЖЕНИЕМ=РЕКТОР ВСЕРОССИЙСКОГО ГОСУДАРСТВЕННОГО ИНСТИТУТА КИНЕМАТОГРАФИИ ИМЕНИ А.С. ГЕРАСИМОВА В.С.МАЛЫШЕВ -
НННН 190ЧЧ22Ч 21.06.2018 10.36

## Фильмография
Оператор-постановщик художественных фильмов:
- Новелла «Волки» (1977, «Беларусьфильм», альманах «В профиль и анфас» по произведениям В. Шукшина,  реж. Н. Лукьянов)
- «Дебют» (1978, реж. В. Пономарёв)
- «Соседи» (1979, реж. В. Пономарёв)
- «Амнистия» (1980, в телеверсии "Троянский конь" (реж. В. Пономарёв)
- «Отцы и дети» (1983, по одноимённому роману И. С. Тургенева, реж. В. Никифоров, операторы-постановщики: А. Суханова, В. Спорышков)
- «Тётя Маруся» (1985, реж. М. Брауде)
- «Большое приключение» (1985, реж. В. Никифоров)
- «Филиал» (1988, реж. Е. Марковский)
- «Не покидай...» (1989, реж. Л. Нечаев)
- «Лифт для промежуточного  человека» (1990, реж. Ю. Хащеватский, мини-сериал)
- «Безумной страстью ты сама ко мне  пылаешь...» (1991, по мотивам произведений В. Набокова, реж. Н. Князев)
- «Маленький боец» (1998, реж. М. Касымова, операторы-постановщики: А. Суханова, А. Чупринский)
- «Ожог» (1998, реж. Б. Шадурский) и др.

Кинооператор и режиссёр свыше  двадцати документальных фильмов:
- "Ноктюрн" (реж. А. Суханова, 1995),
- "Чернобыль. Фантомы" (реж.  С.Лукьянчиков, 1996):
  - https://www.youtube.com/watch?v=Nk8EGxx5qlU
- "Выбор пути или Ода российскому  флоту" (реж. А. Суханова, 1997),
- "Час актёра. Дивертисмент" (реж. С. Шульга, 2000),
- "Композитор Игорь Лученок" (реж. А. Суханова, 2001) и др.

Автор сценария и режиссёр свыше  девяноста социальных кинофильмов студии "Летопись" киностудии "Беларусьфильм":
- "Алые погоны" (2001), "След детства" (2003), "Дважды осуждённый" (2007), "Это мой дом" (2009), "Теперь мы вместе" (2010) и др.

Автор слов текстов песен для кинофильмов:
- "Спаси и сохрани" ("Bless and save") (комп. Евгений Крылатов) для игрового кинофильма "Зорка Венера" (реж. М. Касымова, 2000):
  - https://w122.zona.plus/movies/zorka-venera
  - http://spoemdruzya.ru/pesni-iz-filma/zorka-venera/1457-spasi-i-sokhrani.html
  - В исполнении Валентины Толкуновой, 13 октября 2004 г.: https://www.youtube.com/watch?v=QTqBaR52vZc
  - В исполнении Юлии Михальчик, концерт памяти  В. Толкуновой, ТВЦ,  эфир 27.11.2011 г.: https://www.youtube.com/watch?v=66Jwmi_hJRo
- "Ловушка неволи" (комп. Виктор Копытько) для одноимённого документального фильма "Ловушка неволи" (реж. А. Суханова, 2000)
- "Бескрылые птицы" (комп. Борис Чипчай) для документального фильма "Если б я знала..."  (реж. А. Суханова, 2001)
- "Кадетский вальс" (на музыку комп. Евгения Дрейзена, морской вальс "Берёзка") для документального фильма "Алые погоны" (реж. А. Суханова,  2001) и др.
- Автор текста песни (детской молитвы): "Господи помилуй"  (комп. Евгений Крылатов), в исполнении хора Преображение под руководством Софьи Крепиной с народным артистом России, композитором Евгением Крылатовым в зале Церковных собраний в Храме Христа Спасителя, Москва, 3 июня 2013 г.: https://www.youtube.com/watch?v=6nnZbVO6IOA
  - В исполнении Николая Баскова, 27 июня 2016 г.: https://www.youtube.com/watch?v=ort-18O_Y5A

## Публикации в периодической печати
- 1. Амністыя // На экранах Беларусі. — 1982. — № 4 (296). — С. 1 — 2.
- 2. Баскаков, В. В пути // Искусство кино. — 1978. — № 6. — С. 47.
- 3. БВЦ — 10 // На экранах. — 1999. — № 4 (498). — С. 5.
- 4. В мире сказок и приключений // Советская культура. — 1989. — 31 августа. — № 104 (6672). — С. 8.
- 5. Вернисаж Александра Бетева // На экранах. — 1999. — № 4 (498). — С. 3.
- 6. Вішнеўскі, А. Здымаецца "Траянскі конь" // ЛіМ. — 1980. — 11 чэрв. — С. 3.
- 7. Володин, Б. Женщина "камерной" профессии // Салют, Орлёнок! — 1999. — 8 июля. — № 27. — С. 3.
- 8. Капралов, Г. Уроки Шукшина (заметки критика) // Правда. — 1979. — 23 июля — № 204 (22269). — С. 3.
- 9. Каталог беларускіх фільмаў 1997—1998 гадоў / Склад. В. А. Сцяпанава. — Мінск: Ходр, 1999. — С. 7 — 8, 12 — 13, 31.
- 10. Каталог белорусских фильмов 1994—1996 годов / Сост. В. А. Степанова. — Минск: Тишков паблишер, 1997. — С. 6, 8 — 9, 13, 16 — 17, 25 — 28, 33.
- 11. Каталог белорусских фильмов 1999—2000 годов / Сост. В. А. Степанова. — Минск: Топ-Тайп, 2001. — С. 8, 10, 21, 24 — 26, 33.
- 12. Каталог третьего Всероссийского фестиваля визуальных искусств 1999 года / Сост. Л. Малюкова. — М.: Старлайт-фест, 1999. — С. 6.
- 13. Каталог фильмов белорусского видеоцентра 1994—1997 годов / Сост. В. Гончарова. — Минск: Крынь, 1998. — С. 5 — 6, 10 — 11, 13 — 15, 18, 22.
- 14. Катьер, С. Что им стоит кадр построить // Антенна. — 1998. — 6 — 12 июля. — № 26 (71). — С. 3.
- 15. Конышева, Е. "Я выбрала возможность показать другим мир своими глазами" // Рэспубліка. — 1999. — 6 студз. — № 2 — 3 (1945—1946). — С. 14.
- 16. Конышева, Е. Тринадцать минут о женщине, которая поёт // Рэспубліка. — 1999. — 27 сакавіка. — № 69 (2012). — С. 8.
- 17. Крупеня, Я. Два партрэты ў кінапавільёне // Маладосць. — 1989. — № 6 (436). — С. 161—167.
- 18. Крупеня, Я. Кадр першы, кадр апошні // Работніца і сялянка. — 1988. — № 4. — С. 16 — 17.
- 19. Крысько, Ю. Такая роль… (после премьеры) // Знамя юности. — 1979. — 26 января.- № 19 (8495). — С. 4.
- 20. Лауреаты Государственной премии СССР 1986 года // Советская Белоруссия. — 1986. — 13 ноября. — № 260 (16843). — С. 4.
- 21. Международный фестиваль женского кино. Минск 16 — 20 мая 1999 года / Сост.: А. Бобкова, Б. Лобан и др. — Минск: Маркелл, 1999. — С. 116.
- 22. Нячай, В. У свеце тургенеўскіх вобразаў // Мастацтва Беларусі. — 1984. — № 12 (24). — С. 10 — 13.
- 23. О присуждении Государственных премий СССР 1986 года в области литературы, искусства и архитектуры // Известия. — 1986. — 7 ноября. — № 311 (21753). — С. 4.
- 24. От Комитета по Ленинским и Государственным премиям СССР в области литературы, искусства и архитектуры при Совете Министров СССР // Советская культура. — 1986. — 3 апреля. — № 41 (6141). — С. 2.
- 25. Савосина, И. В Могилёве снимали "Таинство времени" // Могилёвская правда. — 2000. — 18 февраля. — № 7 (16447). — С. 14.
- 26. Сильванович, О. "Филиал" // Советский экран. — 1988. — № 10. — С. 6.
- 27. Смотр завершен. Что дальше? // Ракурс (рекламно-информационный выпуск Союза кинематографистов БССР). — 1989. — Ноябрь. — № 1. — С. 4.
- 28. Суханова, А. Полёт души // На экранах. — 2001. — № 2 (520). — С. 9 — 10.
- 29. Творчы неспакой — прыкмета часу (нататкі з выязнога пасяджэння сакратарыята Саюза кінематаграфістаў СССР у Мінску). Шляхі пошуку // ЛіМ. — 1977. — 9 верасня. — № 36 (2875). — С. 11.
- 30. Фрольцова, Н. Вопреки неромантическим временам… // На экранах. — 1998. — № 6 (488). — С. 4 — 6.
- 31. Цветков, Ю. Совсем не женские профессии // На экранах. — 1999. — № 3 (497). — С. 1.
- 32. Чупринский, А. Мастерская. Смотрите, кто пришёл // На экранах. — 1999. — № 5 (499). — С. 12.
- 33. Право на надежду // Кино неделя Минска. — 2002. — 29 ноября. — № 48 (1798). — С. 8.
- 34. Белорусская культура и кино / Тематический каталог белорусских документальных фильмов — Мн.: Ковчег, 2002. — С. 47, 63- 64, 127, 221, 224, 226, 228, 232, 236, 239, 247—248, 252, 261.
- 35. Поцелуй в диафрагму // Советская Белоруссия. — 2003. — 18 марта. — № 50 (21716). — С. 5.
- 36. Энциклопедия КИНО // Кирилла и Мефодия (2 CD). Персоналии: Суханова Анастасия. — 2003. — CD 1.
- 37. Право на надежду // Международный фестиваль детективных фильмов и телепрограмм правоохранительной тематики "Закон и общество". — Москва, 2004. — 22 — 26 апр. — С. 64.
- 38. Кафедра кінатэлемастацтва / Беларуская дзяржаўная акадэмія мастацтваў. — Мн.: "Юстмаж", 2004. — С. 18.
- 39. Казакова, А. Сама была трудным подростком // Минский курьер. — 2004. — 9 ноябр. — № 233 (467). — С. 5.
- 40. Гісторыя кінамастацтва Беларусі. У 4 т. Т. 3. Тэлевізійнае кіно: 1956—2002 гг. — В. Ф. Нячай, В. А. Мядзведзева, Н. А. Агафонава; навук. рэд. В. Ф. Нячай. — Мн.: Бел. навука, 2004. — С. 18, 37, 38, 95, 116, 118, 124, 171, 172, 216, 250.
- 41. Белорусское кино в лицах: Сб. ст. о кино / науч. ред. О.Нечай, В.Скороходов. — Мн.: БелГИПК, 2004. — С. 28, 32, 45, 50, 61, 147, 162, 329.
- 42. V Международный фестиваль студенческих фильмов "Птица Феникс" // Каталог фильмов участников фестиваля. — Мн.: БСК, 2004. — С. 14 −16.
- 43. XI Международный кинофестиваль "Лістапад" // Каталог фильмов участников фестиваля. — Мн.: "ТРАНСТЭКС", 2004. — С. 8.
- 44. Награды белорусских кинематографистов // На экранах. — 2005. — № 1 (566). — С. 2.
- 45. Перегудова, Л. Берегите "Фениксов"! // На экранах. — 2005. — № 1 (566). — С. 9.
- 46. Белорусский кинематограф от "А" до "Я" // На экранах. — 2005. — № 2 (567). — С. 6.
- 47. Право на надежду // Отдых. — 2005. — 15 сент. — № 36. — С. 19.
- 48. Первый дубль дороже остальных. Собеседник // Беларусь Сегодня. — 2007.- 11 авг. — № 149 (22804). — С. 7.
- 49. Белорусское кино. Персоналии / Сост. О. Нечай, науч. ред. О. Нечай. — Мн.: Ковчег, 2007. — С. 67, 81, 290, 292, 294, 295, 301, 313, 326.
- 50. Суханова, А. За мечтой надо идти целенаправленно // Беларускі час. — 2008. — 3 окт. — № 40 (1171). — С 17.
- 51. XI Відкритий кінофестиваль "Золотий Бриг" // Каталог фільмів учасників фестивалю. — Київ, 2008. — 29 квіт. — 7 трав.- С. 6.
- 52. Гармония // На экранах. — 2008. -№ 6 (607). — С. 5 — 7.
- 53. Перегудова, Л. Поднять паруса // На экранах. — 2008. -№ 6 (607). — С. 8 — 10.
- 54. XV Международный кинофестиваль "Лістапад" // Каталог фильмов участников фестиваля. — Мн.: "ТРАНСТЭКС", 2008. — С. 18.

## Телевизионные передачи и фильмы
- 1. "ТДК" (Телевизионный дом кино), Анастасия Суханова. Автор и ведущий телепрограммы Сергей Катьер. (Эфир телеканала БТ, 1998 г.).
- 2. "5 х 5" (сюжет телепрограммы о фотовыставке студентов БГАИ, специализации "Телеоператорство", художественный руководитель курса А.Суханова). (Эфир телеканала БТ, 2001 г.).
- 3. "Закон и общество" (документальный видеофильм АТН, 26 мин.). Авт. К. Бахарева, реж. О. Сягровец. (Эфир телеканала БТ, 2004 г.).
- 4. "Звычайны, незвычайны дзень", Анастасия Суханова (телепередача, 20 мин.). Ведущий А. Доморацкий. (Эфир телеканала "ЛАД", 2004 г.).
- 5. Первый Национальный телевизионный конкурс "Телевершина". Номинация — "Лучший оператор". Вручение награды. (Прямой эфир телеканала ОНТ, 2005 г.).
- 6. "Между Нами", Анастасия Суханова (телепрограмма, 13 мин.). Авт. и реж. Н. Герасимчик. (Эфир телеканала БТ, 2005 г.).
- 7. "Ecce Homo", Анастасия Суханова (телепрограмма, 14 мин.). Авт. и реж. Л. Титоренко. (Эфир телеканала СТВ, 2006 г.).
- 8. "История Адама и Евы" (видеофильм, 13 мин.). Реж. Д. Жбанова. (Эфир МГТРК "Мир", 14 февраля 2007 г.).
- 9. "Культурная жизнь" с Александром Ефремовым. Гость в студии Анастасия Суханова (телепередача, 26 мин., эфир СТВ, 2008).
- 10. "Пятые Молодежные Дельфийские игры государств-участников СНГ. Минск-2008. Республика Беларусь" (видеофильм, 25 мин.). Авт. сцен. Е. Сетько, реж. Н. Бунцевич. Межгосударственный фонд Гуманитарного Сотрудничества государств-участников СНГ, 2008 г.
- 11. Пятый Национальный телевизионный конкурс "Телевершина". Номинация — "Лучший оператор". Вручение награды. (Эфир телеканала БТ, 2009 г.).
- 12. "Студия хорошего настроения". Гость в студии Анастасия Суханова (телепрограмма: 6.30-8.30, эфир СТВ, 16 мая 2011 г.).
- 13. Седьмой Национальный телевизионный конкурс "Телевершина". Номинация — "Лучший режиссер". Вручение награды. (Эфир телеканала ОНТ, 17 мая 2011 г.).

## Список опубликованных учебно-методических работ
- 1. Комбинированные и спецсъёмки: Учебная программа для специальности Г.11.04.02 "Телеоператорство" / А. А. Суханова. - Минск: БелАИ, 1996. - 12 с.
- 2. Цветоведение: Учебная программа для специальности Г.11.04.02 "Телеоператорство" / А. А. Суханова. - Минск: БелАИ, 1996. - 12 с.
- 3. Фотокомпозиция: Учебная программа для специальности Г.11.04.02 "Телеоператорство" / А. А. Суханова. - Минск: БелАИ, 1997. - 12 с.
- 4. Операторское мастерство: учеб. программа / А. А. Суханова. - Минск: БелАИ, 2002.
- 5. Фотокомпозиция: учеб. пособ. / А. А. Суханова. - Минск: БелГАИ, 2002.
- 6. Комбинированные съёмки и спецэффекты: учеб. программа / А. А. Суханова. - Минск: БелГАИ, 2002.
- 7. Образовательный стандарт Республики Беларусь (ОСРБ 1-17 03-01-2007) / разработка: А. А. Суханова, А. И. Чупринский. - Минск: РИВШ, 2008.
- 8. Образовательный стандарт Республики Беларусь (ОСРБ 1-17 03-02-2007).  / разработка: А. И. Чупринский, А. А. Суханова. - Минск: РИВШ, 2013.
- 9. Фотокомпозиция: учебная программа учреждения высшего образования по учебной дисциплине для направления специальности:
- 1-17 01 03-02 "Кинотелеоператорство (телеоператорство)" / сост. А. А. Суханова. - Минск: БГАИ, 2019. - 30 с.
- http://library.bdam.by/author/suhanova/